# Lijst van rijksmonumenten in Nieuwkoop (gemeente)
De gemeente Nieuwkoop telt 27 inschrijvingen in het rijksmonumentenregister. Hieronder een overzicht. 

## Langeraar
De plaats Langeraar telt 3 inschrijvingen in het rijksmonumentenregister.
| Object | Oorspronkelijke functie? | Bouwjaar      | Architect                    | Locatie           | Coördinaten?                  | Nr.?   | Afbeelding        |
| --- | ------------------------ | ------------- | ---------------------------- | ----------------- | ----------------------------- | ------ | ----------------- |
| St. Adrianus gelegen aan een voorplein, in vroeg-gotische trant | Kerk en kerkonderdeel    | 1902 (gewijd) | J.L. Meester en J. Scheepens | Langeraarseweg 90 | 52° 11' 38" NB, 4° 42' 39" OL | 508274 | Meer afbeeldingen |
| Op fundamenten van de vroegere kerk in overgangsarchitectuur gebouwde pastorie. De aangrenzende sacristie is verbonden met de kerk. Achter de pastorie en sacristie ligt een diepe tuin | Kerkelijke dienstwoning  | korte na 1902 | J.L. Meester en J. Scheepens | Langeraarseweg 90 | 52° 11' 38" NB, 4° 42' 39" OL | 508276 | Upload foto       |
| Op fundamenten van de vroegere kerk in neo-gotische stijl gebouwde en met pastorie verbonden sacristie, in het noordoosten aansluitend bij het kerkkoor                                 | Kerk en kerkonderdeel    | kort na 1902  | J.L. Meester en J. Scheepens | Langeraarseweg 90 | 52° 11' 38" NB, 4° 42' 39" OL | 508277 | Upload foto       |

## Nieuwkoop
De plaats Nieuwkoop telt 17 inschrijvingen in het rijksmonumentenregister. Zie Lijst van rijksmonumenten in Nieuwkoop (plaats) voor een overzicht.

## Nieuwveen
De plaats Nieuwveen telt 1 inschrijving in het rijksmonumentenregister.
| Object                                                | Oorspronkelijke functie? | Bouwjaar | Architect | Locatie       | Coördinaten?                  | Nr.?   | Afbeelding        |
| ----------------------------------------------------- | ------------------------ | -------- | --------- | ------------- | ----------------------------- | ------ | ----------------- |
| Orgel in de Hervormde kerk gemaakt door H. Knipscheer | Vanwege onderdelen kerk  | 1858     |           | Kerkstraat 45 | 52° 11' 46" NB, 4° 45' 27" OL | 525033 | Meer afbeeldingen |

## Noorden
De plaats Noorden telt 3 inschrijvingen in het rijksmonumentenregister.
| Object | Oorspronkelijke functie? | Bouwjaar          | Architect | Locatie               | Coördinaten?                 | Nr.?  | Afbeelding        |
| --- | ------------------------ | ----------------- | --------- | --------------------- | ---------------------------- | ----- | ----------------- |
| Nederlands Hervormde Kerk: zaalkerk met spitsboogvensters en achtkantig houten klokkentorentje                                                                                         | Kerk en kerkonderdeel    | ca. 1825          |           | Noordse Dorpsweg 4    | 52° 10' 7" NB, 4° 50' 16" OL | 30527 | Meer afbeeldingen |
| Visserswoning of boerderij, onder rieten wolfdak en met gepleisterde voorgevel, waarin een houten kruiskozijn met luiken. In de voorkamer balkenzoldering met korbelen uit de bouwtijd | Boerderij                | wellicht 17e eeuw |           | Simon van Capelweg 28 | 52° 9' 45" NB, 4° 48' 59" OL | 30528 | Meer afbeeldingen |
| Boerderijtje. Stroomlaag in zijgevel | Boerderij                | begin 19e eeuw    |           | Voorweg 5             | 52° 9' 53" NB, 4° 49' 51" OL | 30529 | Meer afbeeldingen |

## Ter Aar
De plaats Ter Aar telt 2 inschrijvingen in het rijksmonumentenregister.
| Object                                                                        | Oorspronkelijke functie? | Bouwjaar                    | Architect | Locatie       | Coördinaten?                  | Nr.? | Afbeelding        |
| ----------------------------------------------------------------------------- | ------------------------ | --------------------------- | --------- | ------------- | ----------------------------- | ---- | ----------------- |
| Boerderij vanwege de zeldzame schouw met grote tegeltableaux "Ary Krocks (?)" | Boerderij                | 1789                        |           | Ringdijk 20   | 52° 9' 52" NB, 4° 41' 48" OL  | 6876 | Meer afbeeldingen |
| Hervormde Kerk                                                                | Kerk en kerkonderdeel    | 1568 (bouw) 1843 (herbouwd) |           | Aardamseweg 3 | 52° 10' 16" NB, 4° 41' 58" OL | 6877 | Meer afbeeldingen |

## Woerdense Verlaat
De plaats Woerdense Verlaat telt 1 inschrijving in het rijksmonumentenregister.
| Object           | Oorspronkelijke functie?  | Bouwjaar | Architect | Locatie              | Coördinaten?                 | Nr.?  | Afbeelding        |
| ---------------- | ------------------------- | -------- | --------- | -------------------- | ---------------------------- | ----- | ----------------- |
| Westveense Molen | Industrie- en poldermolen | 1676     |           | Westveensekade bij 6 | 52° 9' 35" NB, 4° 51' 56" OL | 39003 | Meer afbeeldingen |

Alblasserdam ·
Albrandswaard ·
Alphen aan den Rijn ·
Barendrecht ·
Bodegraven-Reeuwijk ·
Capelle aan den IJssel ·
Delft ·
Den Haag ·
Dordrecht ·
Goeree-Overflakkee ·
Gorinchem ·
Gouda ·
Hardinxveld-Giessendam ·
Hendrik-Ido-Ambacht ·
Hillegom ·
Hoeksche Waard‎ ·
Kaag en Braassem ·
Katwijk ·
Krimpen aan den IJssel ·
Krimpenerwaard ·
Lansingerland ·
Leiden ·
Leiderdorp ·
Leidschendam-Voorburg ·
Lisse ·
Maassluis ·
Midden-Delfland ·
Molenlanden ·
Nieuwkoop ·
Nissewaard ·
Noordwijk ·
Oegstgeest ·
Papendrecht ·
Pijnacker-Nootdorp ·
Ridderkerk ·
Rijswijk ·
Rotterdam ·
Schiedam ·
Sliedrecht ·
Teylingen ·
Vlaardingen ·
Voorne aan Zee ·
Voorschoten ·
Waddinxveen ·
Wassenaar ·
Westland ·
Zoetermeer ·
Zoeterwoude ·
Zuidplas ·
Zwijndrecht